# Szóljon a duda már
A Szóljon a duda már egy szlovák népdal.
Feldolgozás:
| Szerző      | Mire               | Mű                          | Előadás     |
| ----------- | ------------------ | --------------------------- | ----------- |
| Bartók Béla | vegyeskar, zongora | Négy szlovák népdal, 4. dal | [ 1 ] [ 2 ] |

## Kotta és dallam
| Szóljon a duda már, Táncra vár minden pár, Vígan szóljon, ügyesen, Talp alá való legyen! | Fújd csak még vígabban, Még két garasom van: A kocsmáros egyet kap, Dudásnak is egy marad. | Míg élt, kecske volt ez. Jaj, be táncos, kényes, Nem járja már táncát, Kettétörték a lábát. |
| Szlovákul:                                                                               |                                                                                            |                                                                                             |
| Gajdujte, gajdence, Pôjde-me k frajerce! Ej gajdujte vesele, Ej, že pôjdeme smele!       | Zagajduj gajdoše! Ešte mám dva groše: Ej, jedon gajdošovi, A druhý krčmárovi.              | To bola kozička, Čo predok vodila, Ej, ale už nebude, Ej nôžky si zlomila.                  |

## Felvételek
- Bartók Béla:  Négy szlovák népdal. Gál Zsófia  YouTube (2010. május 11.)  (Hozzáférés: 2017. július 14.) (videó)